# Dean Erickson
Dean Erickson est un acteur, homme d'affaires et écrivain américain, né le 5 décembre 1958 dans le Maine.
Il est surtout connu pour avoir incarné le personnage de Gabriel Knight dans le jeu vidéo Gabriel Knight: The Beast Within.